# Dragobužde
Dragobužde es un pueblo ubicado en el territorio de Vranje, en el distrito de Pčinja, Serbia.

## Superficie
Posee una superficie de 4,535 kilómetros cuadrados.

## Demografía
Hasta 2011 la población era de 40 habitantes, con una densidad de población de 8,821 habitantes por kilómetro cuadrado.